# Platenicze (przystanek kolejowy)
Platenicze (biał. Плецянічы; ros. Плетяничи) – przystanek kolejowy w miejscowości Mioduchowo, w rejonie zelwieńskim, w obwodzie grodzieńskim, na Białorusi. Położony jest na linii Baranowicze - Wołkowysk.
Nazwa pochodzi od dawnej nazwy pobliskiej wsi Czyrwonaje Siało - Platenicze.